# Championnat du Japon des voitures de tourisme
Le Japanese Touring Car Championship ou en japonais :全日本ツーリングカー選手権, (anciennement connu sous le nom de JTCC) est un ancien championnat automobile de voitures de tourisme organisé par la fédération japonaise.
Cette compétition a existé de 1985 à 1998 mais un projet était monté pour la relancer à partir de 2012 mais il a été repoussé à la suite du Séisme de 2011 de la côte Pacifique du Tōhoku,.

## Palmarès
| Année         | Pilote            | Équipe         | Voiture                                    |          |
| Groupe A      | Groupe A          | Groupe A       | Groupe A                                   | Groupe A |
| ------------- | ----------------- | -------------- | ------------------------------------------ | -------- |
| 1985          | Naoki Nagasaka    | Beaurex        | BMW 635CSi                                 |          |
| 1986          | Aguri Suzuki      | Nismo          | Nissan Skyline RS                          |          |
| 1987          | Naoki Nagasaka    | Object T       | Ford Sierra RS Cosworth, Ford Sierra RS500 |          |
| 1988          | Hisashi Yokoshima | Object T       | Ford Sierra RS Cosworth, Ford Sierra RS500 |          |
| 1989          | Masahiro Hasemi   | Hasemi         | Nissan HR31 Skyline GTS-R                  |          |
| 1990          | Kazuyoshi Hoshino | Impul          | Nissan BNR32 Skyline GT-R                  |          |
| 1991          | Masahiro Hasemi   | Hasemi         | Nissan BNR32 Skyline GT-R                  |          |
| 1992          | Masahiro Hasemi   | Hasemi         | Nissan BNR32 Skyline GT-R                  |          |
| 1993          | Masahiko Kageyama | Hoshino Racing | Nissan BNR32 Skyline GT-R                  |          |
| Supertourisme |                   |                |                                            |          |
| 1994          | Masanori Sekiya   | TOM'S          | Toyota Corona E                            |          |
| 1995          | Steve Soper       | Schnitzer      | BMW 318i                                   |          |
| 1996          | Naoki Hattori     | Mooncraft      | Honda Accord                               |          |
| 1997          | Osamu Nakako      | Mugen          | Honda Accord                               |          |
| 1998          | Masanori Sekiya   | TOM'S          | Toyota Chaser                              |          |